# Étang de Lachamp
Pour les articles homonymes, voir Étang de Lachamp (homonymie).
L'étang de Lachamp est un étang naturel situé au nord du parc naturel régional des volcans d'Auvergne, à quelques kilomètres au sud du bourg de Manzat en France. Situé dans une des rares zones humides des monts Dôme, à 820 mètres d'altitude, il a une superficie d'environ 13 hectares.
Il est alimenté en eau par les sources de la Morge qui se trouvent à proximité.
La faune et la flore qu'il abrite contiennent des espèces spécifiques, dont certaines comme le crapaud calamite sont protégées au titre de la convention de Berne. L'étang est devenu un lieu de conservation pour la nature : trois espèces d'oiseau qui vivent ici sont inscrites sur la liste rouge des espèces menacées.
Dans ce paysage de marécage, dominé par la silhouette des volcans, pousse une flore typique de la tourbière comme le carex ou le saule.